# Paula Wilson (författare)
Paula Birgitta Wilson (född 1949) är en finlandssvensk turistentreprenör och författare från Kimitoön. På 1990-talet tog hon initiativet till att renovera Bengtskärs fyr. Hon har mastergrad i statsvetenskap. Sångerskan Sonja Lumme är hennes syster.
I den populärvetenskapliga boken Röster från forntiden försökte Wilson visa att ortnamn i Svenskfinland är mycket äldre än vad den tidigare forskningen har kommit  fram  till. Undersökningen har dock fått kritik för att vara grundad på ovetenskaplig metodik och recensenter har kritiserat författaren för att ha bristande kunskaper i den relevanta forskningen. T. ex. skrev språkvetaren Peter Slotte i en recension att Wilsons "mycket blandade katalog med osmält och halvsmält material ur många olika källor" inte alls ger hållbar insyn.

## Författarskap
- Skärgårdshavets miljövårdsområde och nationalpark: En presentation av nationalparkskommissionens betänkande. Åbolands skärgårdsförbund, 1976.
- Bengtskär: Fyr, hem och slagfält. Schildt, 2001. ISBN 951-50-1196-5
- Bengtskär 26.7.1941: Taistelun muisto elää = Bengtskär 26.7.1941: Minnet av striden lever. Red. Henri Terho mm. Översättningar av Anssi Hynynen och Paula Wilson. Turun yliopistosäätiö, 2001. ISBN 951-98458-3-6
- Röster från forntiden: Gamla ortnamn berättar. Schildt, 2007. ISBN 978-951-50-1722-2